# Förlaget M
Förlaget M (även känt och marknadsfört som Förlaget) är ett finländskt bokförlag som ger ut skönlitteratur, fakta- och barnböcker på svenska. Förlaget grundades i oktober 2015 då två förläggare, Sara Ehnholm-Hjelm och Tapani Ritamäki, lämnade förlaget Schildts & Söderströms för att tillsammans med blivande huvudägaren Sophia Jansson grunda ett nytt ”startup”-förlag. Det nya förlaget lyckades genast knyta till sig flera ledande finlandssvenska författare av skönlitteratur och barnböcker.
Förlaget har sitt säte i Helsingfors och ger ut ett trettiotal böcker årligen. Förlaget sysselsätter cirka tio personer under ledning av verkställande direktör Fredrik Rahka. 
Till Förlagets utgivningsrepertoar hör också opinions- och innehållssidan FRL.GT där författare och medarbetare kan låta publicera sig digitalt.

## Förlagets författare i urval
- Claes Andersson
- Ralf Andtbacka
- Ann-Luise Bertell
- Linda Bondestam
- Jörn Donner
- Johannes Ekholm
- Monika Fagerholm
- Rosanna Fellman
- Tua Forsström
- Mia Franck
- Joakim Groth
- Johanna Holmström
- Tove Jansson
- Malin Kivelä
- Kaj Korkea-aho
- Anna-Lena Laurén
- Jenny Lucander
- Ulla-Lena Lundberg
- Peter Mickwitz
- Adrian Perera
- Lars Sund
- Hannele-Mikaela Taivassalo
- Quynh Tran
- Maria Turtschaninoff
- Kjell Westö
- Mårten Westö